# Ville Ritola
Vilho „Ville” Eino Ritola (n. 18 ianuarie 1896, Peräseinäjoki, Ostrobotnia de Sud, Finlanda – d. 24 aprilie 1982, Helsingfors, Finlanda) a fost un atlet finlandez specializat pe alergare pe distanțe medii și mari. A fost unul dintre „finlandezii zburători”, considerați între anii 1920 și 1930 unii dintre cei mai buni atleți din lume. Din doi participări la Jocurile Olimpice a câștigat cinci medalii de aur și trei medalii de argint. Paavo Nurmi a fost marele său rival.

## Palmares
| An   | Competiție        | Locație                  | Loc | Eveniment        | Note      |
| ---- | ----------------- | ------------------------ | --- | ---------------- | --------- |
| 1924 | Jocurile Olimpice | Paris, Franța            | 2   | 5000 m           | 14:31,4   |
| 1924 | Jocurile Olimpice | Paris, Franța            | 1   | 10 000 m         | 30:23,2   |
| 1924 | Jocurile Olimpice | Paris, Franța            | 1   | 3000 m obstacole | 9:33,6    |
| 1924 | Jocurile Olimpice | Paris, Franța            | 1   | 3000 m pe echipe | 18:24,5   |
| 1924 | Jocurile Olimpice | Paris, Franța            | 2   | cros             | 34:19,4   |
| 1924 | Jocurile Olimpice | Paris, Franța            | 1   | cros pe echipe   | 1:45:32,2 |
| 1928 | Jocurile Olimpice | Amsterdam, Țările de Jos | 1   | 5000 m           | 14:38,0   |
| 1928 | Jocurile Olimpice | Amsterdam, Țările de Jos | 2   | 10 000 m         | 30:19,4   |
| 1928 | Jocurile Olimpice | Amsterdam, Țările de Jos | 9   | 3000 m obstacole | NT        |